# Aksel Waldemar Johannessen
Aksel Waldemar Johannessen (født 26. oktober 1880 i Kristiania, død 25. oktober 1922 i Kristiania) var en norsk maler og grafiker, der især malede arbejderklassen og livets tabere.
Johannessen døde som knap 42-årig i 1922 og fik en mindeudstilling i 1923 for derefter at være glemt indtil den norske kunstsamler Haakon Mehren fandt nogle lærreder i en lade og 1992 udgav en bog om Johannessen for at rehabilitere den "glemte maler".
| - Selvportrætter af Aksel Waldemar Johannessen - Selvportræt uden år - Tegning, 1922 |

| - Tegninger af Aksel Waldemar Johannessen - Agitatoren, 1914 - Datteren Solveig, 1916 - Et barn, 1917 - Datteren Aasa, 1920 - Hårvask, 1920 - Solveig på en stol, 1920 |

| - Træsnit af Aksel Waldemar Johannessen - Sejlbåd på havet, ca. 1918 - Heste, ca. 1918. - Aasa, kunstnerens datter, ca. 1918 |

| - Malerier af Aksel Waldemar Johannessen − efter år - Munch med portrættet af Jappe Nilssen, 1909 - Tvunget til prostitution, 1915 - Arbejdere, ca. 1915 - Forårspløjning, 1916-18. - Skovvej, 1916-18. - Efter forestillingen, 1918 - Sultne børn fra Wien, ca. 1919 - Bagning, 1920 - Tigger og hund, 1920 - Korsfæstelse, 1922 |